# Amélie Mauresmo
Amélie Simone Mauresmo (Saint-Germain-en-Laye, 1979. július 5. –) egykori világelső, olimpiai ezüstérmes, visszavonult francia teniszezőnő.
Eredményekben gazdag pályafutása során két Grand Slam-címet nyert, 2006-ban az Australian Openen és Wimbledonban is győzni tudott. 2007-ben megkapta "Az év felfedezettje" Laureus-díjat. Összesen huszonöt győzelmet aratott egyéniben a WTA-tornákon, s hármat párosban. Tizenhat évnyi profi teniszezés után 2009 decemberében jelentette be visszavonulását az aktív versenyzéstől. 2010 novemberében lefutotta a New York-i maratont. Leszbikusságát 1999 óta nyíltan vállalja.
2011-ben honfitársával, Michaël Llodrával vegyes párosban el akart indulni a Roland Garroson, de túl későn jelezte visszatérési szándékát a doppingellenes hatóságoknak, így hiába kapott az utolsó pillanatban szabadkártyát.
2015-ben a teniszhírességek csarnokának (International Tennis Hall of Fame) tagjai közé választották.

## Grand Slam-döntői

### Egyéni

#### Győzelmei (2)
| Év   | Bajnokság       | Ellenfél a döntőben | Döntő eredménye              |
| 2006 | Australian Open | Justine Henin       | 6–1, 2–0 az ellenfél feladta |
| 2006 | Wimbledon       | Justine Henin       | 2–6, 6–3, 6–4                |

#### Elveszített döntő (1)
| Év   | Bajnokság       | Ellenfél a döntőben | Döntő eredménye |
| 1999 | Australian Open | Martina Hingis      | 2–6, 3–6        |

### Páros

#### Elveszített döntő (1)
| Év   | Bajnokság | Partner              | Ellenfelek a döntőben   | Döntő eredménye |
| 2005 | Wimbledon | Szvetlana Kuznyecova | Cara Black Liezel Huber | 2–6, 1–6        |